# Ил-496
Ил-96-400М (рабочее название Ил-496) — перспективный российский пассажирский широкофюзеляжный самолёт для авиалиний средней и большой протяжённости. Спроектирован в КБ им. Ильюшина.
По состоянию на ноябрь 2023 года выполнен один испытательный полёт.

## Разработка и проектирование
7 ноября 2015 года генеральный конструктор Авиационного комплекса имени С. В. Ильюшина Николай Таликов сообщил о том, что планируется глубоко модернизировать Ил-96 и восстановить его серийное производство.
13 января 2016 года Авиационный комплекс имени Ильюшина сообщил, что планирует разработать новую пассажирскую модификацию широкофюзеляжного самолёта на базе Ил-96-400. Для пассажирской версии некоторые компоненты Ил-96-400 подлежат модернизации, но самолёт должен сохранить нынешние двигатели ПС-90. Одновременно рассматривается вопрос об использовании на этой модификации новых двигателей ПД-14. По топливной эффективности этот четырёхмоторный самолёт будет находиться на уровне западных аналогов. Сделать из Ил-96 двухдвигательную машину можно, если будет разработан двигатель тягой 32—35 т.
На Ил-96-400М предполагалась установка новых двигателей: — более экономичных двигателей большой тяги ПС-90А3, а в перспективе после 2025 года — двух ПД-35 вместо использующихся на существующих модификациях четырёх двигателей (разработка ПД-35 для широкофюзеляжных самолётов началась летом 2016 года, используя в качестве базы масштабированный газогенератор от более лёгкого двигателя ПД-14, созданного для МС-21).
30 мая 2016 года Правительство РФ сообщило, что на производство Ил-96-400 выделит 50 млрд рублей.
В августе генеральный директор ВАСО Дмитрий Пришвин заявил, что в 2019 году на заводе ВАСО соберут первый опытный образец пассажирского самолёта Ил-96-400М; предполагается, что вместимость Ил-96-400М, который почти на 10 м превышает по длине базовый Ил-96-300, составит примерно 400 пассажиров. По словам Пришвина, с 2020 по 2023 год пять новых самолётов должна приобрести Государственная транспортная лизинговая компания (ГТЛК). Ожидается, что они будут эксплуатироваться на линиях между Москвой и Владивостоком, а также Москвой и Хабаровском.
В октябре было сообщено, что на Ил-96-400 планируется устанавливать двигатель ПД-35, серийное производство которого должно быть начато в 2026 году, первый полёт самолёта с таким двигателем намечен уже на 2020 год.
В декабре 2016 года Правительство РФ издало распоряжения, согласно которому Министерству промышленности и торговли РФ поручается внести 1,517 млрд рублей в уставный капитал Объединённой авиастроительной корпорации (ОАК) на производство Ил-114 и 2,4 млрд рублей — на модернизацию Ил-96, а также внести в уставный капитал Объединённой двигателестроительной корпорации (ОДК) 0,783 млрд рублей на разработку и организацию производства двигателя ТВ7-117 для Ил-114 и 1,5 млрд рублей — на разработку перспективного двигателя сверхбольшой тяги ПД-35 для Ил-96.
В феврале 2017 года было объявлено, что между Авиационным комплексом имени Ильюшина и Объединённой авиастроительной корпорацией заключён контракт на проведение опытно-конструкторских работ по созданию модернизированного пассажирского самолёта Ил-96-400М. Условия контракта предусматривали изготовление опытного экземпляра самолёта Ил-96-400М для проведения лётных испытаний к 2019 году.
В январе 2017 года Россия выделяет 1,5 миллиарда рублей на создание новой версии Ил-96; 
планировалось, что первый опытный образец будет собран в 2019 году (его строительство обойдётся в 6,2 млрд рублей), а с 2020 года намечалось начать серийное производство (производство деталей и сборку авиалайнера на ВАСО будут осуществлять параллельно с перевооружением производственных площадок в течение всего 2018 года, на модернизацию производства предприятию выделили 1,32 млрд рублей), но из-за сложностей с проектированием это событие пришлось перенести на 2021 год.

Первый полёт планировалось провести на  ВАСО в 2021 году, а начать поставки и эксплуатацию с 2025 года (ранее — с 2023).
В июне 2018 года Ил-96 с бортовым номером 96013, принадлежавший ранее Домодедовским авиалиниям и простоявший десять лет на хранении в Домодедове, был неожиданно восстановлен и перегнан в Жуковский. Цель восстановления и дальнейшая судьба борта не сообщается.
20 ноября 2018 была объявлено, что на ВАСО началась сборка элементов планера первого лайнера Ил-96-400М. Появилась информация, что презентация самолёта планируется в конце 2019 года.
10 января 2019 года было объявлено, что первый Ил-96-400М передан в цех окончательной сборки, завершена стыковка фюзеляжа и консолей крыла.
16 апреля 2021 года «Ведомости» сообщили, со ссылкой на свои источники в ОАК, что авиалайнер Ил-96-400М не пойдёт в серийное производство, это связано с отсутствием заказов на самолёт от авиакомпаний, а также с простоем дальнемагистральных лайнеров по всему миру из-за пандемии. Также СМИ сообщали, что замораживание проекта  связано не только с коллапсом отрасли авиаперевозок из-за пандемии, но и невозможности достичь конкурентоспособности с существующими A380 и Boeing 747 (производство обеих моделей завершено) и, тем более, перспективными двухдвигательными дальнемагистральными самолётами.

Два таких лайнера на ВАСО всё-таки соберут, они поступят в парк специального лётного отряда «Россия», который занимается перевозкой первых лиц государства.
5 июля 2021 года при передаче ВАСО очередного борта Ил-96-300 вице-премьер Юрий Борисов сообщил, что на заводе в разной степени готовности находятся в производстве ещё четыре машины этой модификации, продолжается работа над Ил-96-400М. 
На октябрь 2021 года первый Ил-96-400М находится в цехе окончательной сборки (идёт монтаж гидравлики, топливной и прочих систем).

Планируется, что самолёт поднимется в воздух в 2023 году.
В начале 2022 года на фоне санкций против России глава корпорации «Ростех» Сергей Чемезов заявил, что корпорация «может возобновить серийное производство Ту-214 и Ил-96».
При этом, в июне 2022 Правительство России утвердило комплексную программу развития авиатранспортной отрасли до 2030 года, где приоритетными самолётами для производства в стране станут МС-21, SSJ New, Ил-114-300 и Ту-204, возобновление серийного производства Ил-96-400М не планируется.
1 ноября 2023 года опытный образец Ил-96-400М с двигателями ПС-90А1 совершил свой первый полёт. Полёт проходил на высотах до 2000 метров, скорость самолёта составляла до 390 км/час. Время в полёте — 26 минут и, как сообщил один из лётчиков-испытателей Сергей Горемыкин, автоматика работала без замечаний.

## Лётно-технические характеристики
Лётно-технические характеристики в сравнении с российскими аналогами:
| Характеристика                        | Ил-96-400М                    | Ил-96-300        | Ил-96-400      |
| ------------------------------------- | ----------------------------- | ---------------- | -------------- |
| Первый полёт                          | 01.11.2023                    | 28 сентября 1988 | 16 мая 1997    |
| Начало эксплуатации                   | Планируется к 2025 году       | 14 июля 1993     | 23 апреля 2009 |
| Размах крыла                          |                               | 57,66 м          | 60,105 м       |
| Длина                                 | 63,939 м                      | 55,345 м         | 63,939 м       |
| Высота в хвосте                       | 15,717 м                      | 17,55 м          | 15,717 м       |
| Площадь крыла                         |                               | 350 м²           | 391,6 м²       |
| Полезная нагрузка                     | 58 000 кг                     | 40 000 кг        | 58 000 кг      |
| Макс. взлётная масса                  | 270 000 кг                    | 250 000 кг       | 270 000 кг     |
| Макс. пассажировместимость            | 400                           | 300              | 435            |
| Экипаж                                |                               | 3                | 3              |
| Крейсерская скорость                  | 870—900 км/ч                  | 870 км/ч         | 870 км/ч       |
| Максимальная скорость                 |                               | 910 км/ч         | 900 км/ч       |
| Эксплуатационный потолок              | 13 100 м                      | 12 000 м         | 12 000 м       |
| Дальность полёта (при макс. нагрузке) | 10 000 км                     | 9 000 км         | 9 000 км       |
| Двигатели                             | 4x ПС-90A-1 2х ПД-35 (проект) | 4х ПС-90A        | 4x ПС-90A-1    |

## Первый полет

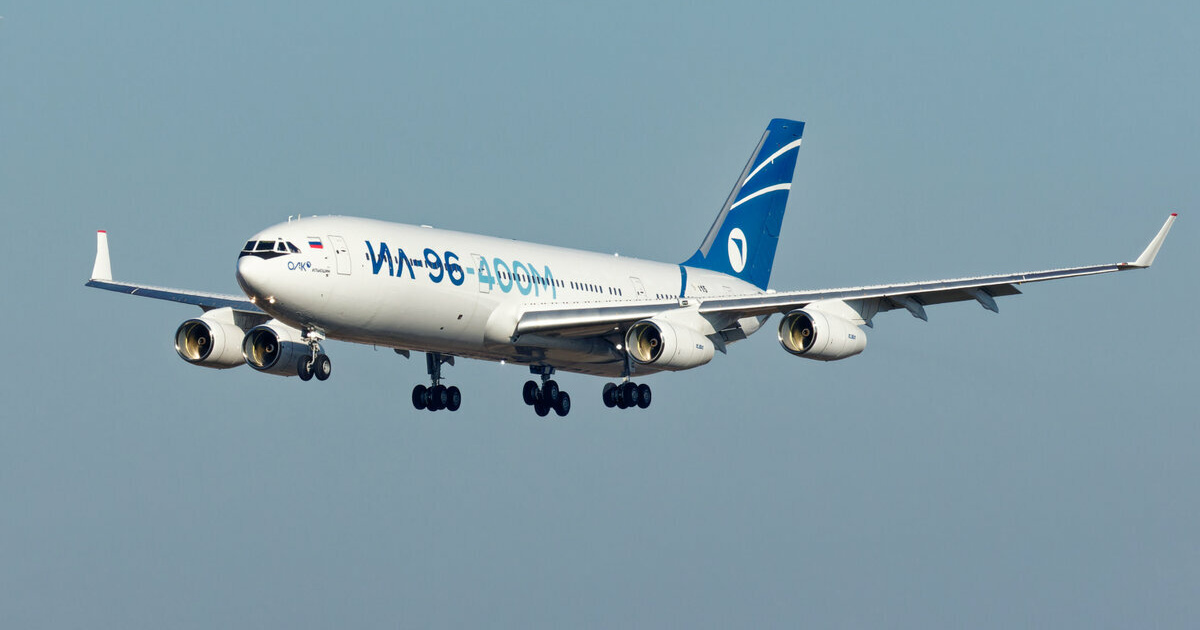
Взлёт самолёта Ил-96-400м.Выполнен из аэропорта Воронежского авиационного завода.

Первый полет Ил-96-400М, модернизированной версии Ил-96-300, состоялся 1 ноября 2023 года. Он был выполнен из аэропорта Воронежского авиационного завода. Испытание длилось 26 минут, самолет достиг высоты до 2000 метров и скорости до 390 км/ч. Полет проводился с целью проверки устойчивости, управляемости, а также работы бортовых систем и двигателей. Испытания прошли успешно, подтвердив надежность самолета. Этот широкофюзеляжный самолет оснащен современным российским навигационным оборудованием, созданным с учетом международных стандартов. Ил-96-400М рассчитан на перевозку до 370 пассажиров и имеет увеличенную дальность полета. Он считается перспективным для грузовых и пассажирских перевозок, а также как символ технологического суверенитета России. 
По словам главы Объединенной авиастроительной корпорации (ОАК) Юрия Слюсаря, самолет дополнит линейку гражданских воздушных судов, таких как МС-21 и SJ-100, и станет конкурентоспособной заменой зарубежным аналогам. Производство этого типа самолетов позволит развивать маршрутную сеть внутри страны и на международных направлениях, особенно в условиях санкционных ограничений на импорт западной авиационной техники.

## Будущие модернизации
Ил-96-400М, как ключевой проект российской авиационной промышленности, имеет перспективы дальнейшей модернизации, направленные на повышение эффективности и соответствие современным требованиям. Одним из ключевых направлений является возможность оснащения самолёта новыми отечественными двигателями ПД-35, которые находятся в разработке.